# Кастело ла Кроче (Ређо Емилија)
Кастело ла Кроче је насеље у Италији у округу Ређо Емилија, региону Емилија-Ромања.
Према процени из 2011. у насељу је живело 65 становника. Насеље се налази на надморској висини од 328 м.